# New York Yacht Club
Il New York Yacht Club è il più prestigioso yacht club statunitense.
Venne fondato il 30 luglio 1844 da John Cox Stevens e altri otto cittadini di New York.
Attualmente conta oltre 3000 membri.
Il guidone del Club venne adottato nel 1845. Si tratta di una croce rossa con una stella bianca centrale, su fondo blu.

## Storia

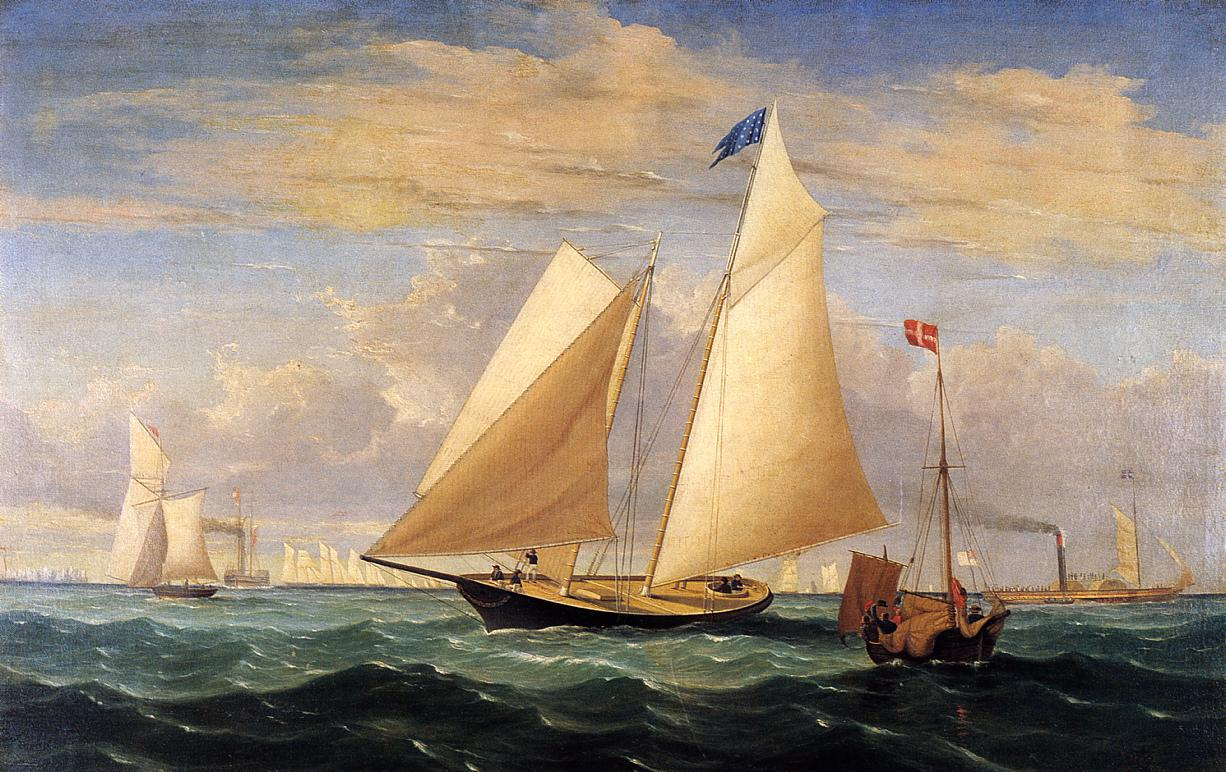
Lo schooner America

Il New York Yacht Club fu fondato nel 1844 da nove esponenti della buona società cittadina. John Cox Stevens fu eletto commodoro del Club.
Le acque di Newport furono il campo di regata del circolo sin dalle origini. Infatti, il giorno in cui il club fu fondato i soci decisero di navigare dalla Battery a Newport.
Nel 1851 un "sindacato" di appassionati membri del circolo costruì lo schooner America e lo condusse alla vittoria nella regata annuale del Royal Yacht Squadron, conquistando la "coppa delle cento ghinee".
Nel 1857 l'ambito trofeo fu donato al NYYC per servire da premio in una competizione fra nazioni. La America's Cup, così chiamata dalla prima vincitrice, ha un ruolo importante nella storia del Club, che l'ha detenuta fino al 1983.

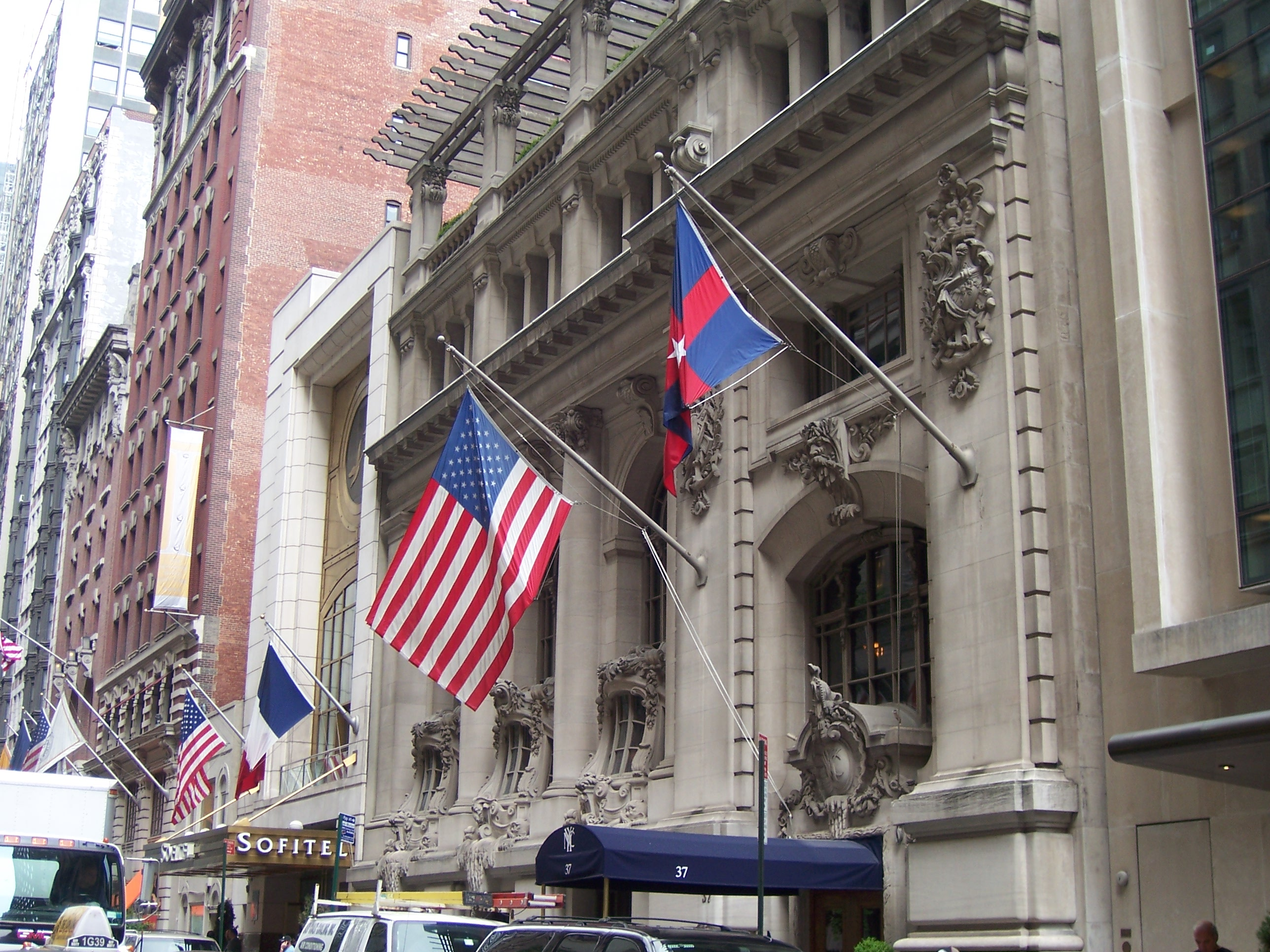
La sede del Club a Manhattan

Nel 1865 il Club si è trasformato in società per azioni ed ha preso il motto: "Nos agimur tumidis velis" ("andiamo a gonfie vele").
In quest'epoca avvenne un importante cambio generazionale: si passò da una "vecchia guardia" alla nuova generazione di proprietari di panfili capitanati da skipper professionisti.
Il 1866 è ricordato negli annali del circolo per la leggendaria Transatlantic Race.  Tre schooners di membri del club, l'Henrietta, il Fleetwing e il Vesta, gareggiarono da Sandy Hook a The Needles, nell'Isola di Wight.  L’Henrietta, di proprietà del ventunenne James Gordon Bennett Jr., vinse la gara in 13 giorni, 21 ore e 55 minuti.
Accanto alle imbarcazioni a vela, a partire dalla metà dell'Ottocento i soci del club si fecero costruire yachts a vapore, sempre più grandi e lussuosi: il North Star di Cornelius Vanderbilt;  il Namouna e il Lysistrata di James Gordon Bennett jr.; i tre yachts, tutti chiamati Corsair, di John Pierpont Morgan; il Margarita del banchiere Anthony Joseph Drexel;  l'Ara di William Kissam Vanderbilt; il Savarona III dell'ereditiera Emily Roebling Cadwalader.

## Sede
La prima sede del club fu un edificio a Hoboken, New Jersey, su un terreno donato dal presidente Stevens. Successivamente, dopo alcuni spostamenti, venne aperta nel 1901 la sede attuale. Si tratta di un edificio al 37 West nella 44th Street di Manhattan, progettato da Warren and Wetmore, architetti della Grand Central Terminal.
Oltre alla sede centrale di Manhattan, il club ha aperto nel 1988 l'Harbour Court, una clubhouse sulle acque di Newport.

## Soci famosi
- John Pierpont Morgan
- Jay Gould

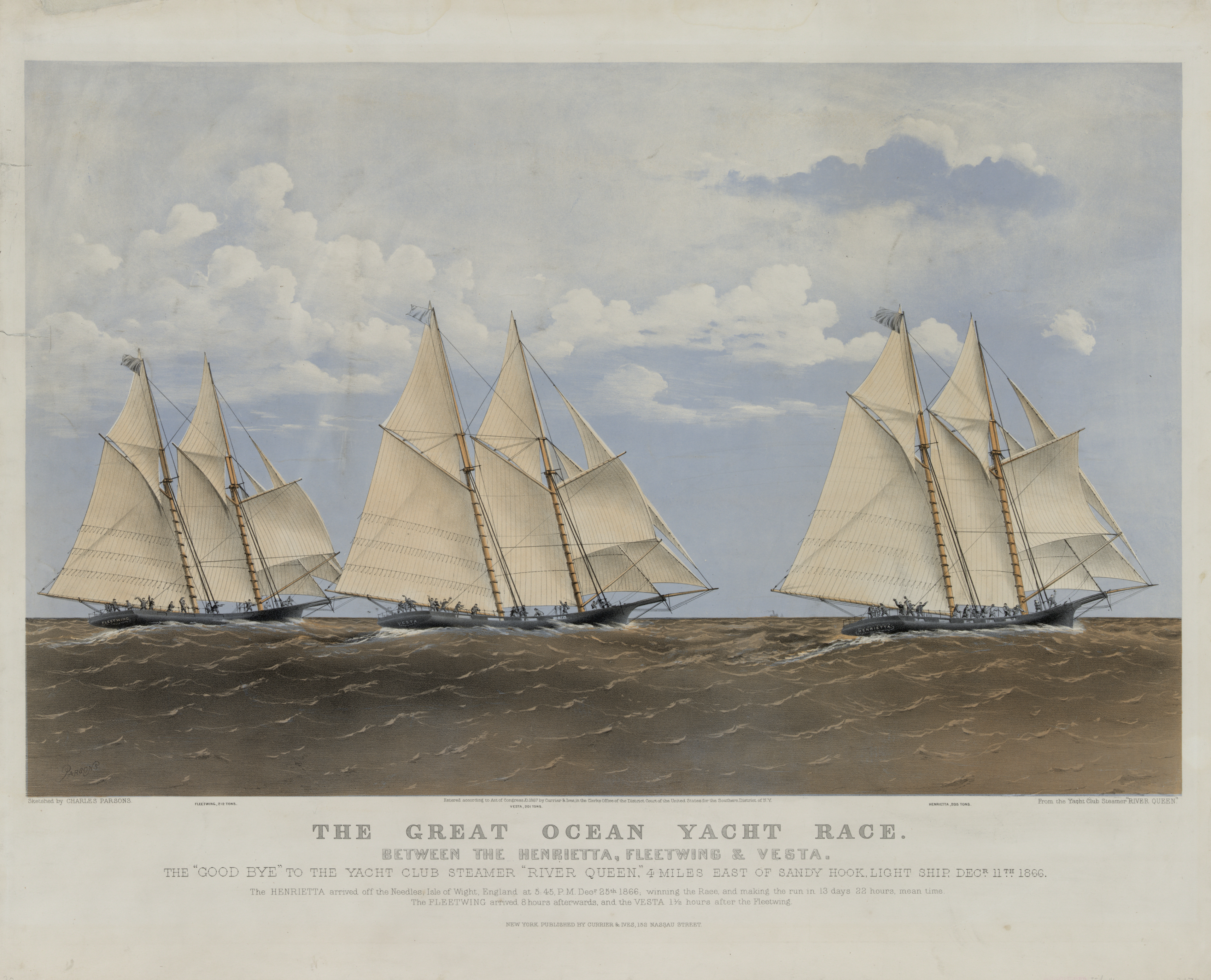
La Transatlantic Race in una stampa d'epoca

- James Gordon Bennett, Jr., che ne fu commodoro
- David Rockefeller
- Cornelius Vanderbilt III, che ne fu commodoro
- Franklin D. Roosevelt
- Ted Turner
- Harold Stirling Vanderbilt
- Olin Stephens
- Chris Dodd
- Pete DuPont
- John Lehman
- Bernard Madoff (dimissionario)
- Walter Cronkite
- Ted Kennedy Jr
- Michael Bloomberg

## Eventi sportivi
Il New York Yacht Club ha organizzato diversi eventi e regate a livello internazionale, la più famosa è l'America's Cup.

### America's Cup
La competizione ebbe origine il 22 agosto 1851 quando il Royal Yacht Squadron britannico con 14 imbarcazioni sfidò il New York Yacht Club, che decise di partecipare con lo schooner 'America', in un percorso attorno all'Isola di Wight. America vinse con 8 minuti di distacco sulla seconda barca, la britannica Aurora, aggiudicandosi la coppa che era stata messa in palio per celebrare la prima esposizione universale di Londra.
Il New York Yacht Club riuscì però a rimanere imbattuto per 25 sfide nell'arco di 132 anni, la più lunga serie vincente nella storia dello sport. Le regate si tennero nelle vicinanze del porto di New York fino al 1930, quindi si spostarono al largo di Newport per il resto del periodo in cui il NYYC detenne il trofeo.
L'America's Cup venne persa nel 1983, quando Australia II, in rappresentanza del Royal Perth Yacht Club, sconfisse Liberty di Dennis Conner.
Dalla perdita dell'America's Cup, il club ha iniziato a organizzare altri importanti eventi internazionali.
Nel 2002 ha ospitato la Intercollegiate Sailing Association Sloop North American Championships; nel 2006 la Blind Sailing World Championships.
Nel 2021 tentò nuovamente la sfida all'America's Cup sotto il nome di NNYC American Magic, ma venne eliminato nelle semifinali della Prada Cup.

### Regate

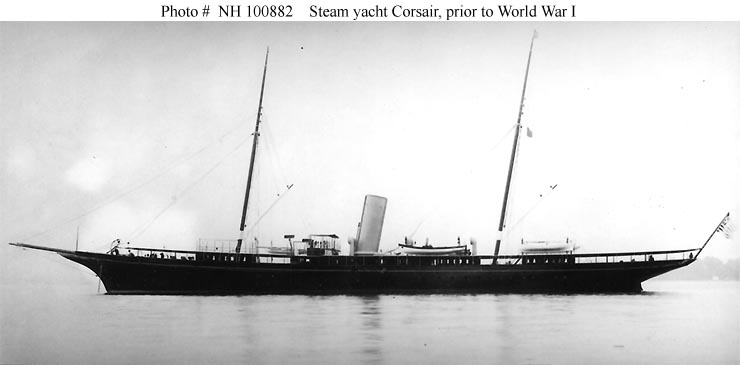
Il Corsair III di J.P. Morgan

- 2005 Rolex Transatlantic Challenge
- "New York Yacht Club Cruise,"
- "Annual Regatta," disputata dal 1846
- "Queen's Cup Trophy"
- "12-mètre Worlds"
- "Una Cup"
- "Corsair Cup"
- "Astor Cups"
- "Solution Trophy"